# Метатеза
Метатеза (латински metathesis - премештање) је хемијска реакција, двоструке замене која се одиграва по општој формули:
Услед ове реакције фрагменти реагујућих молекула се „мењају местима“ на координисан начин. The bond between the reacting species can be either ionic or covalent. Classically, these reactions result in the precipitation of one product.
У старијој литератури се често сусреће термин двострука декомпозиција. Термин двоструко разлагање се конкретније користи када се најмање једна од супстанци не раствара у растварачу, пошто се лиганд или јонска размена одвија у чврстом стању реактанта. На пример:

## Типови реакција

### Размена контрајона
Метатеза соли је уобичајена техника за размену контрајона. Избор реактаната је вођен графиконом растворљивости или енергијом решетке. HSAB теорија се такође може користити за предвиђање производа реакције метатезе.
Метатеза соли се често користи за добијање соли које су растворљиве у органским растварачима. Илустративно је претварање натријум перрената у тетрабутиламонијумову со:
Тетрабутиламонијумова со преципитира из воденог раствора. Растворљив је у дихлорометану.
Метатеза соли се може извести у неводеном раствору, што је илустровано конверзијом фероценијум тетрафлуоробората у липофилнију со која садржи тетракис(пентафлуорофенил)борат анјон:
Када се реакција одвија у дихлорометану, со NaBF4 преципитира и  со остаје у раствору.
Реакције метатезе могу се јавити између две неорганске соли када је један производ нерастворљив у води. На пример, таложење сребрног хлорида из мешавине сребрног нитрата и кобалт хексамин хлорида даје нитратну со комплекса кобалта:
Реактанти не морају бити високо растворљиви да би се одиграле реакције метатезе. На пример, баријум тиоцијанат се формира приликом кључања суспензије бакар(I) тиоцијаната и баријум хидроксида у води:

### Алкилација
Метални комплекси се алкилују путем реакција метатезе соли. Илустративна је метилација титаноцен дихлорида да би се добио Петасисов реагенс:
Продукт соли типично преципитира из реакционог растварача.
Реакција неутрализације је врста реакције двоструке замене. Реакција неутрализације настаје када киселина реагује са једнаком количином базе. Ово обично ствара раствор соли и воде. На пример, хлороводонична киселина реагује са натријум хидроксидом и производи натријум хлорид и воду:
Реакција између киселине и карбоната или бикарбоната увек даје угљену киселину као производ, која се спонтано разлаже на угљен-диоксид и воду. Ослобађање гаса угљен-диоксида из реакционе смеше доводи до завршетка реакције. На пример, уобичајена реакција научне демострације „вулкана” укључује реакцију сирћетне киселине са натријум бикарбонатом:
CH
3COOH  + NaHCO
3  → CH
3COONa  + CO
2  + H
2O

### Реакција метатезе без соли
За разлику од реакција метатезе соли, које користе таложења чврстих соли, постоје реакције метатезе без соли, које су базиране на формирању силил халогенида, који имају високу енергију Si-халид везе. Реакције метатезе без соли се одвијају хомогено.

## Метатеза у неорганској хемији
У неорганској хемији реакцији метатезе подлежу разне соли нпр:
AgNO3(aq) + NaCl(aq) → AgCl(s) + NaNO3(aq)
Реакције овог типа у хемији се називају реакције двоструке замене.

## Метатеза угљоводоника са вишеструким везама

### Дефиниција
Метатеза угљоводоника са вишеструким везама је реакција између алкена, алкина код којих постоји вишеструка веза угљеника. Услед ове реакције настаје координисано пуцање две двоструке везе између атома угљеника са грађењем две друге двоструке везе или цикличне:
Типичан пример ове врсте метатезе је реакција два молекула етена у присуству металоорганских никлових катализатора услед које настаје циклобутан:
То је тзв. метатеза са затварањем прстена (ring closing metathesis RCM)
Велики практичан значај има крстаста метатеза, cross-метатеза (cross-metathesis CM):
која се користи у нафтној индустрији, за повећање октанског броја сировог бензина. Ова реакција у нафтној индустрији се одиграва при високој температури, у присуству катализатора волфрама (нпр: WCl6-EtOH-EtAlCl2). 
Друга реакција са великим практичним значајем је ROMP (ring opening metathesis polymerisation) полимеризација услед метатезе са отварањем прстена (полимеризација са метатетичним отварањем прстена):
Услед ове реакције могу се добити неки материјали који се користе као горњи слој за ЦД.
Иако је реакција метатезе позната преко шездесет година, веома дуго она се није могла контролисати, јер њен механизам није био познат. Веће интересовање за метатезу у органској хемији се јавља шездесетих година XX века.

### Историја
Реакцију метатезе је открио педесетих година XX века Карл Циглер. Ипак тек 1971. године је откривен њен механизам и метали који је катализирају. 

## Нобелова награда 2005. године
Године 2005 Нобелову награду за хемију су добили:
- Ив Шован[8][9][10][11] (Француска),
- Ричард Шрок[12][13][14]  (САД) и
- Роберт Грабс[15][16][17] (САД)

за развој метатезе.